# كينيدي أوسي
كينيدي أوسي (بالإنجليزية: Kennedy Osei) هو منافس ألعاب قوى غاني، ولد في 1966.

## وصلات خارجية
- كينيدي أوسي على موقع الاتحاد الدولي لألعاب القوى (الإنجليزية)
- كينيدي أوسي على موقع أوليمبيديا (الإنجليزية)
- كينيدي أوسي على موقع اتحاد ألعاب الكومنولث (مؤرشف) (الإنجليزية)